# Lioness Asuka
Tomoko Kitamura (北村 智子 Kitamura Tomoko?, 28 de julio de 1963) es una luchadora profesional japonesa retirada más conocida por su nombre en el ring Lioness Asuka (ライオネス 飛鳥 Raionesu Asuka?). Fue la mitad del equipo de lucha libre profesional The Crush Gals, junto con Chigusa Nagayo, quienes son conocidas por su popularidad en la década de 1980 y por ser considerados uno de los equipos de lucha libre femeninos más exitosos de todos los tiempos. 

## Carrera en la lucha libre profesional

### All Japan Women's Pro Wrestling (1980-1989)

#### Primeros años (1980-1983)
Asuka se unió a All Japan Women's Pro-Wrestling (AJW) en 1980 y tuvo su debut profesional el 10 de mayo de ese año. Tuvo un éxito inmediato, ganando su primer título, el Campeonato Júnior de AJW, al año siguiente, y el Campeonato de AJW en 1982.

#### The Crush Gals (1983-1986)
El 4 de enero de 1983, Asuka se enfrentó a su futura compañera y la mitad de las futuras Crush Gals, Chigusa Nagayo. Tuvieron una actuación destacada y obtuvieron una buena reacción, lo que las llevó a convertirse en socias. El nombre Crush Gals fue creado a partir de una combinación del apodo de Akira Maeda y el de una revista japonesa llamada Gals. Luego, en junio, las Crush Gals empataron durante 60 minutos contra Jaguar Yokota y Devil Masami ante una multitud de 5000 fanáticos. Las Crush Gals lanzaron su primer sencillo musical el 21 de agosto, llamado Bible of Fire, y finalmente vendieron más de 100 000 copias. El 25 de agosto, las Crush Gals derrotaron a sus rivales, las Dynamite Girls, para capturar el Campeonato Mundial en Parejas de la WWWA.
En 1985, las Crush Gals comenzaron una rivalidad con el stable heel de Dump Matsumoto, Atrocious Alliance. El 25 de febrero, Matsumoto y Crane Yu derrotaron a las Crush Gals por el Campeonato Mundial en Parejas de la WWWA.

#### Después de Crush Gals (1986-1989)
A finales de la década de 1980, Crush Gals se separó, después de lo cual Asuka comenzó una larga disputa con Chigusa Nagayo. El 26 de febrero, Asuka y Nagayo se enfrentaron en un combate por una oportunidad por el Campeonato Mundial Individual de la WWWA. El partido terminó en empate durante 30 minutos. Asuka ganó el Campeonato Mundial Individual de la WWWA el 25 de agosto de 1988 al derrotar a Nagayo, pero lo dejó vacante inmediatamente debido a que Nagayo luchó con una lesión en el brazo. La disputa entre Asuka y Nagayo culminó en otro combate por el Campeonato Mundial Individual de la WWWA en 1989, que ganó Asuka. Asuka se retiró más tarde ese año.

### Trabajadora independiente (1994-2005)
Asuka salió del retiro el 20 de noviembre de 1994, y formó Rideen Array, una facción formada por sus compañeras luchadoras independientes Jaguar Yokota y Bison Kimura. Posteriormente luchó para muchas de las nuevas promociones femeninas que surgieron en ese momento, como Jd' y Arsion. Hizo una aparición para la WWF en Survivor Series 1995, haciendo equipo con Bertha Faye, Aja Kong y Tomoko Watanabe. Derrotaron al equipo de Alundra Blayze, Kyoko Inoue, Sakie Hasegawa y Chaparita Asari.

### GAEA Japan (1998-2005)
En 1998, dio un paso importante cuando se unió a GAEA Japan, la promoción dirigida por su excompañera de equipo Nagayo. Asuka comenzó su carrera en GAEA como una heel de primer nivel, peleándose con Nagayo y, en una historia, ganando el control de la organización y finalmente creando la Super Star Unit (SSU), una facción compuesta por estrellas veteranas como Akira Hokuto, Aja Kong y Las Cachorras Orientales, entre otros. Sin embargo, cerca del final de 1999, Nagayo y Asuka se unieron contra un rival común, la facción liderada por Mayumi Ozaki, el Team Nostradamus, y, la primavera siguiente, reformaron Crush Gals. La historia fue una gran noticia en Japón, y el programa de GAEA del 14 de mayo de 2000, que presentó el debut del equipo reunido, ahora llamado CRUSH 2000, fue el más grande en la historia de la promoción.
Debido a una lesión en el cuello, Asuka anunció su retiro el 3 de noviembre de 2004. Su retiro se hizo oficial el 3 de abril de 2005, donde ella y Chigusa Nagayo formaron equipo por última vez para derrotar a Chikayo Nagashima y Sugar Sato en el show del décimo aniversario de GAEA.

## Campeonatos y logros
- All Japan Women's Pro-Wrestling

- - AJW Championship (2 veces)
  - AJW Junior Championship (1 vez)
  - WWWA World Single Championship (2 veces)
  - WWWA World Tag Team Championship (4 veces) – con Chigusa Nagayo
  - Japan Grand Prix (1985)
  - Tag League the Best (1987) – con Chigusa Nagayo
  - AJW Hall of Fame (Clase de 1998) [5]

- Arsion

- - Queen of Arsion Championship (1 vez)
  - Twin Star of Arsion Championship (3 veces) – con Mariko Yoshida (1) y Gami (2)

- GAEA Japan

- - AAAW Tag Team Championship (1 vez) – con Chigusa Nagayo

- JDStar

- - TWF World Women's Championship (4 veces)

- Ladies Legend Pro-Wrestling

- - LLPW Six-Woman Tag Team Championship (2 veces) – con Eagle Sawai y Shark Tsuchiya (2)

- NEO Japan Ladies Pro-Wrestling

- - NWA Women's Pacific/NEO Single Championship (1 vez)

- Tokyo Sports

- - Joshi Puroresu Grand Prize (1997) [6]

- Wrestling Observer Newsletter

- - Wrestling Observer Newsletter Hall of Fame (Class of 1999)